# Ewa Olszewska-Borys
Ewa Olszewska-Borys (ur. 18 września 1939) -  medalierka, absolwentka Akademii Sztuk Pięknych w Warszawie.
W latach 1960–1966 studiowała na Wydziale Rzeźby, pod kierunkiem profesorów Alfreda Jesiona i Franciszka Strynkiewicza oraz Zofii Demkowskiej w Pracowni Medalierstwa warszawskiej ASP. Dyplom uzyskała w 1966 r. W 1974 r. otrzymała stypendium rządu francuskiego, co pozwoliło na zdobycie w École des Beaux-Arts w Paryżu, pod kierunkiem prof. Raymonda Corbin, umiejętności ręcznego grawerowania w stali negatywowych matryc medali.
Niezależną twórczość medalierską uprawia nieprzerwanie od 1965 r. W swojej warszawskiej pracowni projektuje i rzeźbi:
- medale do odlewu w brązie,
- modele monet oraz medali bitych.

Wspólnie z mężem, artystą rzeźbiarzem Henrykiem Borysem (zm. w 2015 r.), realizowała liczne autorskie serie medali lanych w brązie. Henryk Borys był również autorem wszystkich odlewów medali, jakie wyszły spod ręki artystki.
Jest członkinią Międzynarodowej Federacji Medalierstwa FIDEM, pełniąc w niej funkcje:
- delegatki na Polskę (1983–2003),
- wiceprezydentki (1987–2000),
- członkini zarządu (1983–2000),
- członkini komitetu doradczego.

Jest członkinią:
- American Numismatic Society (ANS) – od 1993 r.,
- Society of Numismatic Artists and Designers (SNAD) w Wielkiej Brytanii – od 2001 r.

Od 1967 r. należy do Związku Polskich Artystów Plastyków, w latach 1973–1977 pełniąc funkcję sekretarza Ogólnopolskiej Komisji ds. Medalierstwa przy zarządzie głównym. Od 1999 r. należy również do Stowarzyszenia Twórczego POLART.
Jest autorką wielu monet polskich i zagranicznych (m.in. belgijskich). Otrzymała liczne nagrody za twórczość medalierską w kraju i za granicą. Najbardziej charakterystyczną cechą jej medali jest szczególny sposób wydobywania dwóch lub więcej planów, głębi i przestrzeni. Medale jej autorstwa znajdują się we wszystkich ważniejszych muzeach polskich i zagranicznych (Europa, USA). W 1997 została zaproszona przez królową belgijską Paulinę do wykonania medalu z jej portretem oraz monet dla belgijskiej mennicy.
Jest współautorką (rewers albo awers) albo autorką (awers i rewers) wielu polskich monet, m.in.:
- próbnej kolekcjonerskiej 100-złotówki z Marią Skłodowską-Curie (1974)[4],
- awersu (2 szt.)
  - kolekcjonerskiej 100-złotówki z Marią Skłodowską-Curie (1974)[5],
  - próbnej kolekcjonerskiej 100-złotówki z Marią Skłodowską-Curie (1974)[6],
- rewersu
  - okolicznościowych (9 szt.):
    - 20 złotych 1978 Maria Konopnicka,
    - 20 złotych 1978 Pierwszy Polak w kosmosie,
    - 20 złotych 1980 Igrzyska XXII olimpiady,
    - 50 złotych 1980 Kazimierz I Odnowiciel,
    - 50 złotych 1981 Bolesław II Śmiały,
    - 50 złotych 1981 Światowy dzień żywności,
    - 50 złotych 1982 Bolesław III Krzywousty,
    - 50 złotych 1983 Teatr Wielki,
    - 100 złotych 1984 40 lat PRL,

  - kolekcjonerskich (22 szt.):
    - 100-złotówek (11 szt.):
      - Ochrona środowiska ryba – próba (1977)[7],
      - Zamek Królewski na Wawelu (1977)[8],
      - Ochrona środowiska łoś (1978),
      - Janusz Korczak (1978)[9],
      - Henryk Wieniawski (1979)[10],
      - Ochrona środowiska kozica (1979)[11],
      - Igrzyska XXII olimpiady (1980)[12],
      - Jan Kochanowski – próba (1980)[13],
      - Ochrona środowiska głuszce – próba (1980),
      - Władysław Sikorski – próba (1981)[14],
      - Bolesław III Krzywousty (2001)[15][16],

    - 200-złotówek (5 szt.):
      - Bolesław I Chrobry w półpostaci – próba (1980)[17],
      - Kazimierz I Odnowiciel (1980)[18],
      - Bolesław II Śmiały (1981)[19],
      - Bolesław III Krzywousty (1982)[20],
      - 300 lat odsieczy wiedeńskiej Jan III Sobieski na koniu – próba (1983)[21],

    - 500-złotówek (2 szt.):
      - Dar Młodzieży (1982)[22],
      - Ochrona środowiska łabędź z młodymi (1984)[23],

    - 1000-złotówek (2 szt.):
      - Ochrona środowiska łabędź – próba (1984),
      - Władysław I Łokietek w półpostaci – próba (1986)[24],

    - monet o nominale 2000 złotych (2 szt.):
      - Kazimierz I Odnowiciel (1980)[25],
      - Bolesław II Śmiały (1981)[26].

W katalogach monet próbnych okresu PRL jej nazwisko występuje przy 32 pozycjach.
Jej monety są sygnowane charakterystycznym monogramem mającym postać superpozycji kolistych liter O i E.